# Jan Wayne
Jan Wayne (*11. ledna 1974, Husum), vlastním jménem Jan Christiansen je německý DJ a hudební producent. V letech 2002 – 2004 měl především v Německu a Rakousku úspěch se svými remixy známých hitů. Dvě jeho písně se také umístily v britských hitparádách.

## Hudební kariéra
Wayne se nejprve proslavil coverem písně Total Eclipse of the Heart od Bonnie Tyler a poté přišel jeho největší hit Because the Night, původně od Bruce Springsteena. Píseň se objevila v žebříčcích v různých evropských zemích, včetně dosažení čtvrtého místa v Německu, kde se držela v top 10 po dobu sedmi týdnů.

## Diskografie
- Back Again (2002)
- Gonna Move Ya (2003)